# ناتالی
ناتالی یک نام کوچک زنانه است. افراد سرشناس با این نام از این قرارند:
- ناتالی امانوئل، هنرپیشه اهل بریتانیا
- ناتالی توزیا، تنیس‌باز اهل فرانسه
- ناتالی دشی، تنیس‌باز اهل فرانسه
- ناتالی روسل، هنرپیشه اهل فرانسه
- ناتالی ساروت (۱۹۰۰–۱۹۹۹)، حقوق‌دان، رمان‌نویس و نظریه‌پرداز اهل فرانسه
- ناتالی کلی، هنرپیشه اهل استرالیا
- ناتالی ویرین، تنیس‌باز اهل ایتالیا